# Липецкгражданпроект
«Липецкгражданпрое́кт» — центральный проектный институт города Липецка. Полное название — ОАО "Проектный институт «Липецкгражданпроект». Адрес: пл. Победы, 8.

## История
В 1954 году (год образования Липецкой области с центром в Липецке) был создан «Облпрое́кт» — на базе «Горпроекта». Первый адрес: улица Зегеля, 1, где также находился областной отдел по делам архитектуры под руководством Л. Е. Рудакова. Тогда в «Облпроекте» было 30 специалистов, из которых только двое архитекторов. Директором был П. Н. Клементьев.
В начале 1960-х годов «Облпроект» занимал крыло здания на улице 9-го Мая (ныне проспект Мира).
В 1964 году, когда проектная контора расширилась, из неё создали институт «Липецкгражданпроект», который стал заниматься практически всеми основными объектами Липецка и Липецкой области.
В 1960—1970-е годы по проекту архитекторов института были созданы основные черты Липецка. Тогда он застраивался типовыми домами, в основном хрущевками.
В 1980-е годы «Липецкгражданпроект» создал всю градостроительную документацию юго-западного жилого района, застройку проспекта Победы, улиц Космонавтов и Депутатской.
Сегодня институт работает над проектами застройки нескольких микрорайонов, в том числе № 26, 28 и 29.

## Основные проекты
- Гостиница «Липецк»
- Дом политпросвещения (ныне областной музей)
- Больница № 2
- Дом печати
- Дом быта и ЦУМ (пл. Плеханова)
- Здание администрации города
- Дом с магазином «Сказка»
- Дом союзов
- Жилой дом-«трилистник»